# 2004年美國電影學會獎
2004年美國電影學會獎（英語：American Film Institute Awards 2004）為表彰2004年年度最佳前10大電影與電視劇。

## 10大電影
- 《飛行者》
- 《落日殺神》
- 《無痛失戀》
- 《勝利之光》
- 《超人特攻隊》
- 《引人入性》
- 《萬福瑪麗亞》
- 《登峰造擊》
- 《酒佬日記》
- 《蜘蛛人2》

## 10大影集
- 《發展受阻》
- 《人生如戲》
- 《死木》
- 《絕望的主婦》
- 《LOST檔案》
- 《整容室》
- 《盾牌》
- 《天賜良醫》
- 《黑道家族》
- 《南方公園》

## 外部連結
- 官方网站（英文）